# Ташбурун
Ташбурун (тур. Taşburun; азерб. Daşburun) — село в турецком иле Ыгдыр.

## География
Деревня Ташбурун расположена в 22 км верстах к востоку от города Ыгдыр.

## Население
Население — 1.673 жителей (1886). Население — 1.028 жителей (2019).